# エンジニアのミカタ
株式会社エンジニアのミカタは、八王子市に本社を置く、高還元SES事業、フリーランスエージェント事業、AI事業を行う日本のスタートアップ企業。2023年9月に株式会社無限の始まりから社名変更

## 沿革
- 2020年5月 早稲田大学基幹理工学部出身の田代正義により設立[3]
- 2021年8月ITフリーランスエージェント『エンジニアファースト』をリリース[4]
- 2021年9月THE SEED CAPITALから第三者割当増資を実施[5]
- 2022年3月 日本初50代60代のシニア層に特化したITフリーランスエージェント『テックシニアフリーランス』をリリース[6]
- 2023年1月 還元率83％&案件選択制 高還元SES事業開始 同時に新コーポレートサイト正式リリース[7]
- 2023年8月 スカイランドベンチャーズをリード投資家とする5100万円の資金調達を実施[8]

## 経営
日本経済をIT業界から元気にするために、IT業界で働くエンジニアと営業の搾取を無くすことをミッションに掲げ、ITエンジニアと営業の生涯所得を1億円UPさせることを経営戦略として中核におくことで知られている。
また20代から60代までのエンジニアの生涯雇用を重要視し、年齢制限の無い採用ポリシーを掲げている。

## 株主
- 経営陣
- THE SEED CAPITAL2号投資事業有限責任組合(LP投資家三井住友フィナンシャルグループ、DeNA)
- Skyland Ventures4号投資事業有限責任組合(LP投資家 SBIホールディングス、サイバーエージェント、Mixi)
- 石川聡彦 - アイデミー代表取締役CEO
- 塚本大地 - MEDIX代表取締役CEO